# FICO
FICO abrégé de Fair Isaac Corporation est une entreprise de logiciel analytique située à San José en Californie,,, fondée par Bill Fair et Earl Isaac en 1956. Elle est notée sur le New York Stock Exchange,,. L'entreprise a créé le "Credit score / FICO Score" (notation de crédit, notation FICO), une expression numérique utilisée pour prévoir les problèmes de crédit,.

## Histoire
En 1956, Bill Fair et Earl Isaac ont fondé l'entreprise nommée Fair Isaac and Company. La première notation de crédit FICO a été lancée en 1989,,, Fair Isaac and Company a été renommé en 2003 en FICO.